# 八木健
八木 健（やぎ けん / やぎ たけし、1940年2月19日 - ）は、俳人で、元NHKアナウンサー。

## 人物
- 静岡県榛原郡吉田町出身。静岡県立榛原高等学校を経て、日本大学芸術学部放送学科卒業。
- 1961年9月、NHK入局。初任地の富山を皮切りに、以後下関（現：支局）→宮崎→松山→横浜→高知→松山で勤務。
- 最初の松山勤務時に俳句と出会い、愛媛県を終の棲家とすることを決めた。
- 松山局が『BS俳句王国』を制作することになった際、その企画立案に加わり、初代主宰（司会者）として活躍した。
- NHKを定年退職後は、本格的に俳句の道へと進み、今日に至る。

## NHK在職時の担当番組
- FMリクエストアワー　（担当期間　10年）

※松山放送局の「お化け番組」といわれるほどの人気で公開のスタジオは常に超満員となった。瀬戸内側の広島市、山口市、岡山市、高松市、大分市に松山のFリクファンクラブができた。
※2009年8月16日に、松山Fリクを懐かしむ会が開かれて松山市総合コミュニティセンターのホールで1600人を招いて八木健とペアを組んだ歴代の女性DJ6人が出演して、35年前に人気沸騰の「Fリク」を再現した。その模様は後日、NHKから全国放送されている。
※2012年12月25日にも萬翠荘にて「懐かしのFMリクエストアワー」と銘打ってイベント開催。その制作ドキュメントは、NHK総合 ドキュメント20min.にて 「また会えたね～復活！おれたちのＦリク」として放送された。
- BS俳句王国（初代主宰。担当期間　1995年から2001年）

※スタジオに句会場をつくり句会の模様をそのまま放送するという斬新な企画で人気を得た。その功績で会長表彰を受けている。
※八木自身も司会をしながら番組の句会に参加した。「八木流」と呼ばれる滑稽俳句を句会で披露し続けたことから、全国的に「八木俳句ファン」が生まれた。

## NHK退職後の主な活動
- 萬翠荘（国指定重要文化財）館長
- 愚陀佛庵句会「松風会」主宰
- 滑稽俳句協会会長
- 浪曲・虎造節保存会名誉会長（NHK出身→のちTBSアナウンサー・山田二郎[1]も同職）
- 愛媛大学「俳句学」講師

※全国の大学でただひとつとされる「俳句学」の講座を愛媛大学で担当している（現在は担当していない）。この講座は、「子規山脈の裾野を担う人材を養成したい｣という愛媛大学の小松正幸前学長の要請に応えたものである。
- NHK文化センター横浜ランドマーク「八木健俳句塾」講師
- 愛媛CATV「八木健のCATV俳句」（毎週日曜日 正午～）「川柳天国」（毎週水曜日 21:30～）司会
- あいテレビ「こころを洗う旅 癒しの八十八か所の旅」（2006年10月～2008年6月）
- 俳句美術館創立名誉館長[2]

## 主な著書
- 「八木健の皆さん俳句ですよ」（星雲社）
- 「八木健のすらすら俳句術」（岳陽舎）
- 「海外俳句入門」（北溟社）
- 「教師のための俳句読本」（蝸牛新社）
- 「八木健の川柳アート｣（愛媛新聞社）
- 「カルチャー図鑑　俳句人生で一番いい句が詠める本」（主婦と生活社）
- 「1時間の講演スピーチが上手に出来る本」（中経出版）　韓国語版もあり
- 句集「ふふふ」「続ふふふ」「ゆず」「揚雲雀」「鯉の耳」「逃水」「怠けぐせ」（いずれも本阿弥書店）

## 主な編著
- 微苦笑句「万愚節」「平成の滑稽」（いずれも本阿弥書店）
- 挿画　日本の名短歌100歌(中経出版）
- 名句もかなわない子ども俳句1７0選（中経出版）

## DVD
- 「八木健俳句術」RNBコーポレーション
- 「心を洗う旅」（四国八十八か所を俳句に詠む)全四巻　あいテレビ